# سلمان البقمي
سلمان البقمي لاعب كرة قدم سعودي ، في مركز مدافع ، يلعب حاليا مع نادي كميت .

## مسيرة اللاعب
مثل نادي النصر في الفئات السنية و وقع بعد تنسيقه من النصر مع أولمبي الشباب في عام 2010 و وقع في عام 2013 مع نادي الدرعية و في عام 2016 وقع مع نادي المزاحمية و وقع مع نادي نجد في عام 2018 و لاحقاً وقع مع نادي كميت .

## الحياة الشخصية
سلمان هو شقيق اللاعب ريان البقمي.